# Antoni Banaś
Antoni Banaś (ur. 11 czerwca 1873 w Kalwarii Zebrzydowskiej, zm. 30 czerwca 1936 w Radoczy) – prawnik, polityk ludowy i poseł do austriackiej Rady Państwa

## Życiorys
Syn Józefa, kupca. Ukończył gimnazjum im. Jana Sobieskiego w Krakowie (1893) i wydział prawa na Uniwersytecie Jagiellońskim (1897), dr prawa (1902). Służbę wojskową odbył jako jednoroczny ochotnik w 56 pułku piechoty w Krakowie. Następnie pracował jako aplikant sądowy w Myślenicach, potem sędzia i naczelnik sądu w Kalwarii Zebrzydowskiej. Powiatowy komisarz do prostowania ksiąg gruntowych w Wadowicach. Współzałożyciel Spółdzielni Stolarskiej i Banku Mieszczańskiego w Kalwarii Zebrzydowskiej. Członek Rady Powiatowej w Wadowicach (1911-1914).
Od 1908 członek Polskiego Stronnictwa Ludowego, po rozłamie w 1913 w PSL „Piast”. Poseł do austriackiej Rady Państwa XII kadencji (17 lipca 1911 – 28 października 1918), wybrany z listy PSL w okręgu wyborczym nr 37 (Wadowice-Skawina). Członek Koła Polskiego w Wiedniu, należał do grupy Polskiego Stronnictwa Ludowego. Podczas I wojny światowej  służył w latach 1914-1916 w armii austro-węgierskiej, w 1916 jako podpułkownik-audytor w dowództwie wojskowym twierdzy Kraków.  Po otwarciu obrad parlamentu wraz z Zygmuntem Lasockim niósł pomoc rodzinom chłopskim poszkodowanym przez wojnę.
W okresie międzywojennym zarządca folwarku Radocza, w powiecie wadowickim, który należał do jego żony Zofii. W latach 1925–1926 prowadził kancelarię adwokacką w Nowym Sączu. Nie uczestniczył w tym czasie w życiu publicznym.
Od 1911 żonaty z Zofią ze Sterkowiczów. Miał z nią czterech synów: agronoma i handlowca Stanisława (1923-1973), Witolda, lekarza (1913-1973), Jana (1917-1977) i Jerzego i córkę.